# Australia na Zimowych Igrzyskach Olimpijskich 2002
Australię na Zimowych Igrzyskach Olimpijskich 2002 reprezentowało 25 sportowców (13 mężczyzn i 12 kobiet). Chorążym ekipy był Adrian Costa. Był to piętnasty start reprezentacji Australii na zimowych igrzyskach olimpijskich.

## Medale
| Medal | Zawodnik        | Dyscyplina sportowa | Konkurencja               |
| ----- | --------------- | ------------------- | ------------------------- |
| Złoto | Steven Bradbury | Short track         | 1000 m mężczyzn           |
| Złoto | Alisa Camplin   | Narciarstwo dowolne | skoki akrobatyczne kobiet |

## Skład kadry

### Narciarstwo alpejskie
Mężczyźni
| Zawodnik        | Konkurencja   | 1. zjazd (Zjazd)  | 1. zjazd (Zjazd)  | 2. zjazd (Slalom) | 2. zjazd (Slalom) | 3. zjazd (Slalom) | 3. zjazd (Slalom) | Finał/Suma        | Finał/Suma        | Finał/Suma        |
| Zawodnik        | Konkurencja   | Czas              | Miejsce           | Czas              | Miejsce           | Czas              | Miejsce           | Czas              | Różnica           | Miejsce           |
| --------------- | ------------- | ----------------- | ----------------- | ----------------- | ----------------- | ----------------- | ----------------- | ----------------- | ----------------- | ----------------- |
| A.J. Bear       | Zjzad         |                   |                   |                   |                   |                   |                   | 1:43,19           | +4,06             | 37                |
| A.J. Bear       | Supergigant   |                   |                   |                   |                   |                   |                   | zdyskwalifikowany | zdyskwalifikowany | zdyskwalifikowany |
| A.J. Bear       | Kombinacja    | 1:41,02           | 12                | 52,45             | 24                | zdyskwalifikowany | zdyskwalifikowany | zdyskwalifikowany | zdyskwalifikowany | zdyskwalifikowany |
| Craig Branch    | Zjazd         |                   |                   |                   |                   |                   |                   | 1:45,34           | +6,21             | 45                |
| Craig Branch    | Supergigant   |                   |                   |                   |                   |                   |                   | 1:27,15           | +5,57             | 27                |
| Craig Branch    | Kombinacja    | zdyskwalifikowany | zdyskwalifikowany | zdyskwalifikowany | zdyskwalifikowany | zdyskwalifikowany | zdyskwalifikowany | zdyskwalifikowany | zdyskwalifikowany | zdyskwalifikowany |
| Brad Wall       | Slalom gigant | 1:15,69           | 37                | 1:14,59           | 35                |                   |                   | 2:30,28           | +7,00             | 33                |
| Michael Dickson | Slalom        | 56,88             | 41                | Nie ukończył      | Nie ukończył      |                   |                   | Nie ukończył      | Nie ukończył      | Nie ukończył      |

Kobiety
| Zawodniczka       | Konkurencja   | 1. zjazd (Zjazd) | 1. zjazd (Zjazd) | 2. zjazd (Slalom) | 2. zjazd (Slalom) | 3. zjazd (Slalom) | 3. zjazd (Slalom) | Finał/Suma        | Finał/Suma        | Finał/Suma        |
| Zawodniczka       | Konkurencja   | Czas             | Miejsce          | Czas              | Miejsce           | Czas              | Miejsce           | Czas              | Różnica           | Miejsce           |
| ----------------- | ------------- | ---------------- | ---------------- | ----------------- | ----------------- | ----------------- | ----------------- | ----------------- | ----------------- | ----------------- |
| Alice Jones       | Zjazd         |                  |                  |                   |                   |                   |                   | 1:43,07           | +3,51             | 27                |
| Alice Jones       | Supergigant   |                  |                  |                   |                   |                   |                   | Nie ukończyła     | Nie ukończyła     | Nie ukończyła     |
| Alice Jones       | Kombinacja    | 47,80            | 18               | 44,59             | 10                | 1:17,83           | 15                | 2:50,22           | +6,94             | 12                |
| Jenny Owens       | Zjazd         |                  |                  |                   |                   |                   |                   | 1:44,15           | +4,59             | 29                |
| Jenny Owens       | Supergigant   |                  |                  |                   |                   |                   |                   | 1:17,84           | +4,25             | 29                |
| Jenny Owens       | Slalom gigant | Nie ukończyła    | Nie ukończyła    | Nie ukończyła     | Nie ukończyła     |                   |                   | Nie ukończyła     | Nie ukończyła     | Nie ukończyła     |
| Jenny Owens       | Kombinacja    | 47,37            | 14               | 44,98             | 12                | 1:16,96           | 9                 | 2:49,31           | +6,03             | 9                 |
| Jeannette Korten  | Slalom gigant | 1:19,00          | 30               | Zdyskwalifikowana | Zdyskwalifikowana |                   |                   | Zdyskwalifikowana | Zdyskwalifikowana | Zdyskwalifikowana |
| Jeannette Korten  | Slalom        | 57,85            | 34               | 58,25             | 24                |                   |                   | 1:56,10           | +10,00            | 25                |
| Rowena Bright     | Slalom        | 1:00,22          | 42               | Nie ukończyła     | Nie ukończyła     |                   |                   | Nie ukończyła     | Nie ukończyła     | Nie ukończyła     |
| Rowena Bright     | Kombinacja    | 1:04,95          | 29               | 46,27             | 20                | 1:19,46           | 21                | 3:10,68           | +27,40            | 30                |
| Kathrin Nikolussi | Slalom        | Nie ukończyła    | Nie ukończyła    | Nie ukończyła     | Nie ukończyła     |                   |                   | Nie ukończyła     | Nie ukończyła     | Nie ukończyła     |
| Zali Steggall     | Slalom        | Nie ukończyła    | Nie ukończyła    | Nie ukończyła     | Nie ukończyła     |                   |                   | Nie ukończyła     | Nie ukończyła     | Nie ukończyła     |

### Łyżwiarstwo figurowe
| Zawodnicy       | Konkurencja | CD1 | CD2 | SP/OD | FS/FD          | Suma           | Suma           |
| Zawodnicy       | Konkurencja | FP  | FP  | FP    | FP             | TFP            | Miejsce        |
| --------------- | ----------- | --- | --- | ----- | -------------- | -------------- | -------------- |
| Anthony Liu     | Soliści     |     |     | 10 Q  | 10             | 15,0           | 10             |
| Stephanie Zhang | Solistki    |     |     | 25    | Nie awansowała | Nie awansowała | Nie awansowała |

### Narciarstwo dowolne
Mężczyźni
| Zawodnik        | Konkurencja      | Kwalifikacje | Kwalifikacje | Finał         | Finał         |
| Zawodnik        | Konkurencja      | Punkty       | Miejsce      | Punkty        | Miejsce       |
| --------------- | ---------------- | ------------ | ------------ | ------------- | ------------- |
| Adrian Costa    | Jazda po muldach | 24,13        | 18           | Nie awansował | Nie awansował |
| Trennon Paynter | Jazda po muldach | 22,53        | 23           | Nie awansował | Nie awansował |

Kobiety
| Zawodniczka        | Konkurencja        | Kwalifikacje | Kwalifikacje | Finał          | Finał          |
| Zawodniczka        | Konkurencja        | Punkty       | Miejsce      | Punkty         | Miejsce        |
| ------------------ | ------------------ | ------------ | ------------ | -------------- | -------------- |
| Manuela Berchtold  | Jazda po muldach   | 19,59        | 27           | Nie awansowała | Nie awansowała |
| Maria Despas       | Jazda po muldach   | 21,19        | 21           | Nie awansowała | Nie awansowała |
| Jane Sexton        | Jazda po muldach   | 20,47        | 25           | Nie awansowała | Nie awansowała |
| Alisa Camplin      | Skoki akrobatyczne | 183,66       | 2 Q          | 193,47         |                |
| Lydia Ierodiaconou | Skoki akrobatyczne | 166,06       | 10 Q         | 169,38         | 8              |

### Short track
Mężczyźni
| Zawodnik                                           | Konkurencja        | Grupa    | Grupa   | Ćwierćfinał   | Ćwierćfinał   | Półfinał      | Półfinał      | Finał            | Finał   |
| Zawodnik                                           | Konkurencja        | Czas     | Miejsce | Czas          | Miejsce       | Czas          | Miejsce       | Czas             | Miejsce |
| -------------------------------------------------- | ------------------ | -------- | ------- | ------------- | ------------- | ------------- | ------------- | ---------------- | ------- |
| Steven Bradbury                                    | Bieg na 500 m      | 43,225   | 2 Q     | 44,982        | 3             | Nie awansował | Nie awansował | Nie awansował    | 14      |
| Steven Bradbury                                    | Bieg na 1000 m     | 1:30,956 | 1 Q     | 1:29,265      | 2 Q           | 1:29,189      | 1 Q           | 1:29,109         |         |
| Steven Bradbury                                    | Bieg na 1500 m     | 2:22,632 | 3 Q     |               |               | 2:25,457      | 4 QB          | Finał B 2:28,604 | 10      |
| Andrew McNee                                       | Bieg na 500 m      | 44,289   | 4       | Nie awansował | Nie awansował | Nie awansował | Nie awansował | Nie awansował    | 28      |
| Mark McNee                                         | Bieg na 1000 m     | 1:39,325 | 2 Q     | 1:46,701      | 4             | Nie awansował | Nie awansował | Nie awansował    | 15      |
| Mark McNee                                         | Bieg na 1500 m     | 2:27,840 | 5       |               |               | Nie awansował | Nie awansował | Nie awansował    | 28      |
| Steven Bradbury Alex McEwan Mark McNee Stephen Lee | Sztafeta na 5000 m |          |         |               |               | 7:19,177      | 3 QB          | Finał B 7:45,271 | 6       |

### Snowboarding
Slalom gigant równoległy
| Zawodnik      | Konkurencja              | Kwalifikacje | Kwalifikacje | Rundy z 16    | Ćwierćfinały  | Półfinały     | Finały        | Finały  |
| Zawodnik      | Konkurencja              | Czas         | Miejsce      | Opozycja Czas | Opozycja Czas | Opozycja Czas | Opozycja Czas | Miejsce |
| ------------- | ------------------------ | ------------ | ------------ | ------------- | ------------- | ------------- | ------------- | ------- |
| Zeke Steggall | Slalom gigant równoległy | 38,69        | 26           | Nie awansował | Nie awansował | Nie awansował | Nie awansował | 26      |